# ARIA Resort & Casino
Aria Resort & Casino es un hotel y casino de lujo, que forma parte del complejo CityCenter en Las Vegas Strip en Paradise, Nevada. La estructura consta de dos torres de gran altura de acero y vidrio curvadas contiguas en el centro. Se inauguró el 16 de diciembre de 2009 como una empresa conjunta entre MGM Resorts International y una filial de  Dubai World. Con 370 000 m2 de superficie construida y 180 m de altura, es la estructura más grande y alta del CityCenter.

## Datos
El centro tiene una gran variedad de restaurantes de lujo, incluyendo el New York's Masa, salones, bares y discotecas.
En el teatro de 2 000 asientos, el Cirque du Soleil en consorcio con CKX, Inc. y su subsidiaria Elvis Presley Enterprises comenzaron un espectáculo permanente tributo a Elvis Presley llamado Viva Elvis. El espectáculo se canceló en 2012, siendo reemplazado por Zarkana , también del Cirque du Soleil, que fue definitivamente retirado de cartel en 2016.
Todas las habitaciones y suites tienen ventanas grandes, así como ventanales en las esquinas. Los corredores permiten la entrada a la luz natural.
El balneario de 7400 m2 incluye 62 salones de tratamiento, tres suites spa con balcones con vistas a la piscina. Adyacente al spa hay un salón con todo tipo de servicios como peluquería y gimnasio.
Hay también un centro de convenciones de tres pisos con 28 000 m2.
En un extremo, cerca de la zona de estacionamiento, hay un rótulo led de Jenny Holzer de 250 pies dándole la bienvenida a los huéspedes.
El sistema recuerda las preferencias del huésped y cuando este pasa su tarjeta de la habitación, restablece las preferencias para la temperatura, las luces, persianas y lo saluda por su nombre.

## Conservación
El 14 de septiembre de 2009 Aria se convirtió en el edificio más grande del mundo en serle otorgado el premio en energías renovables Leed.

## Galería

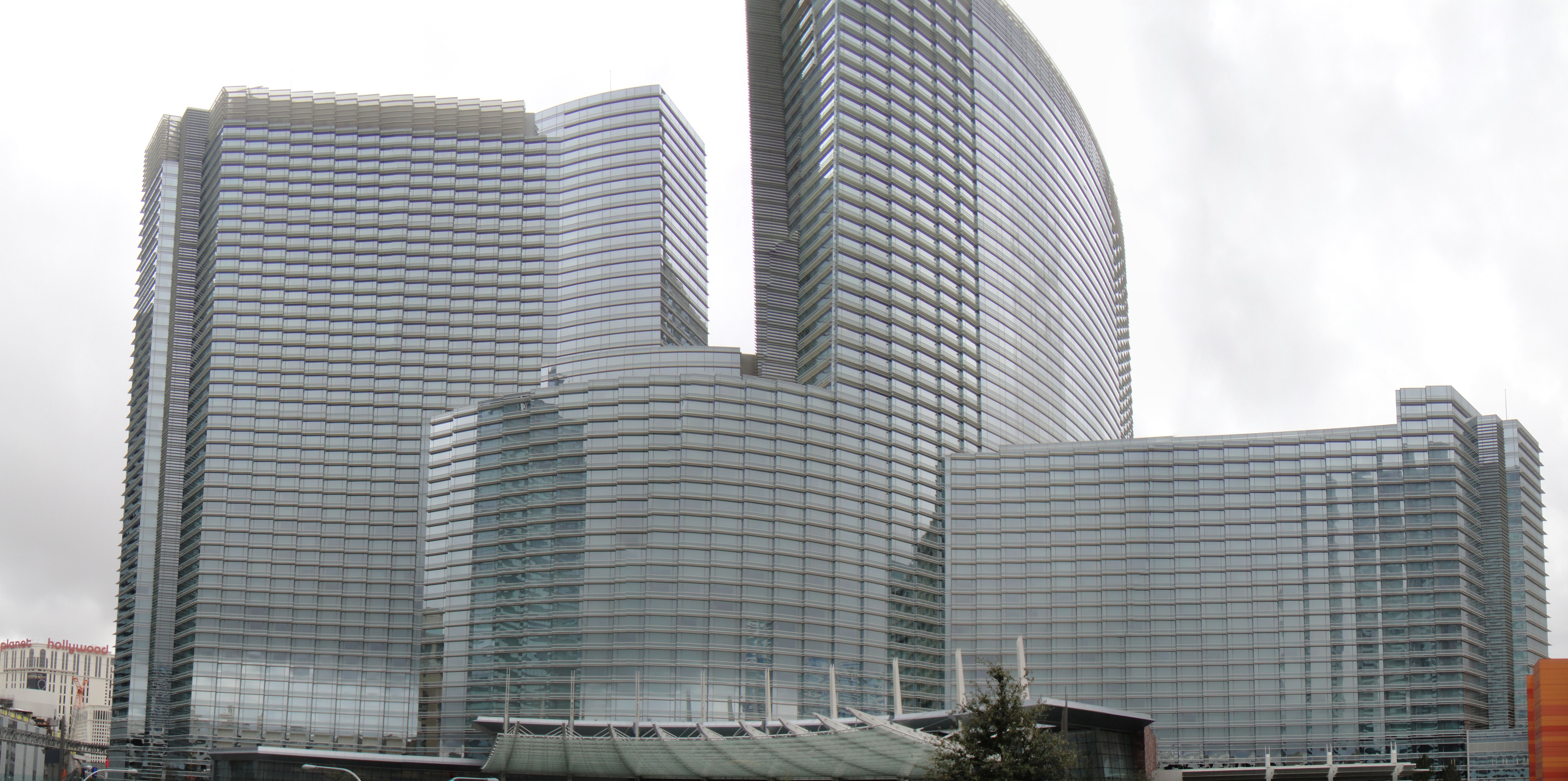
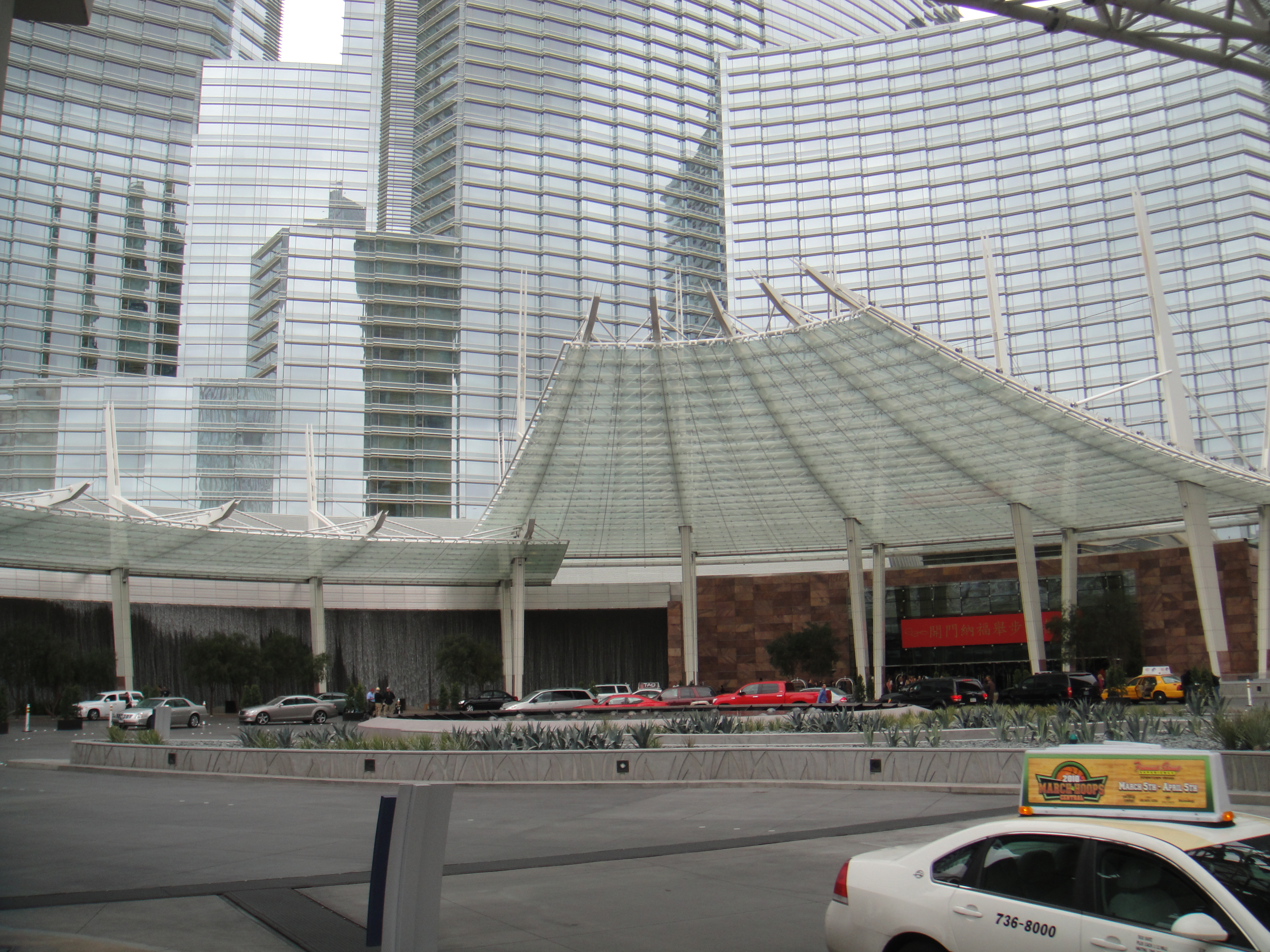
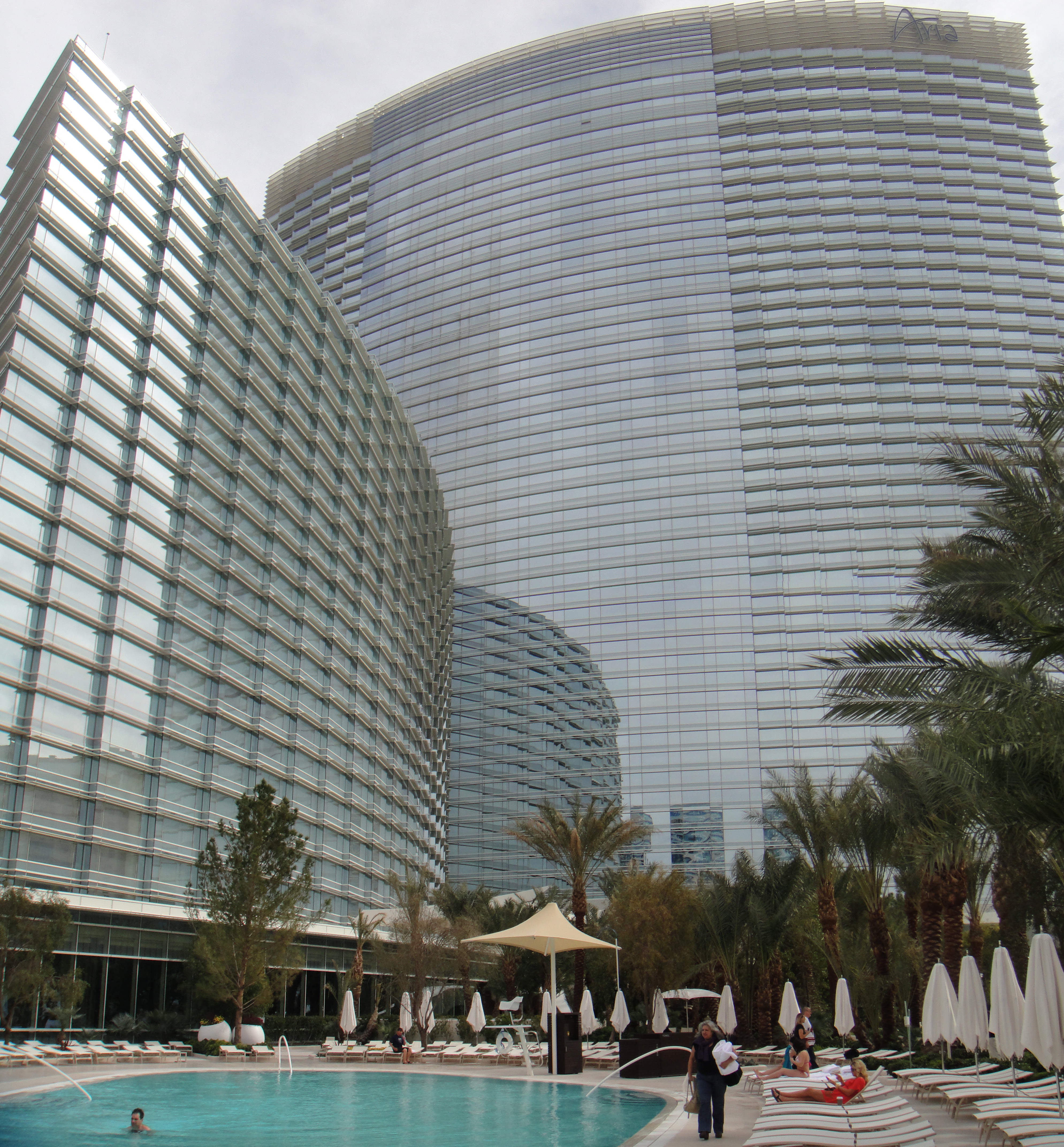
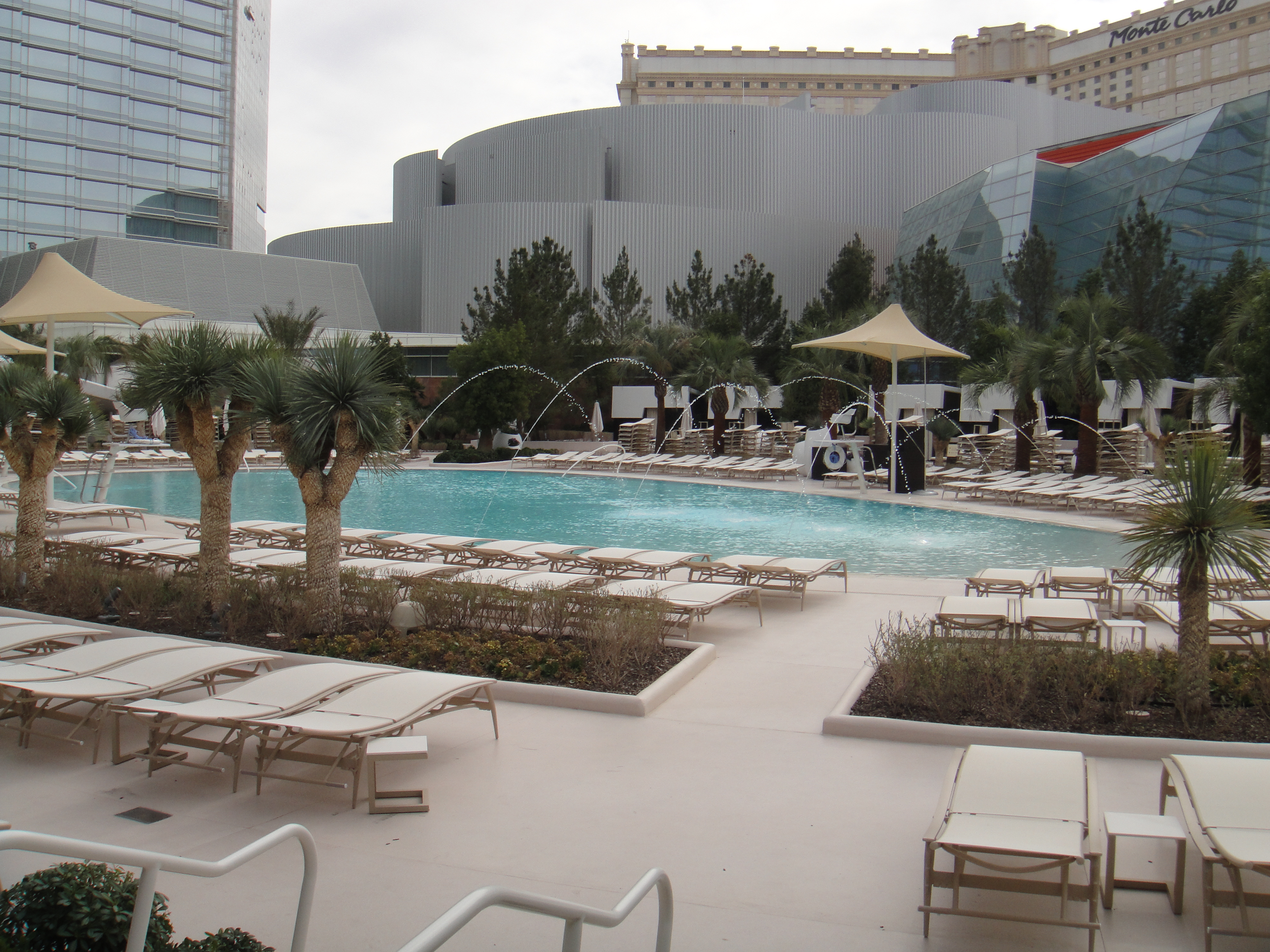
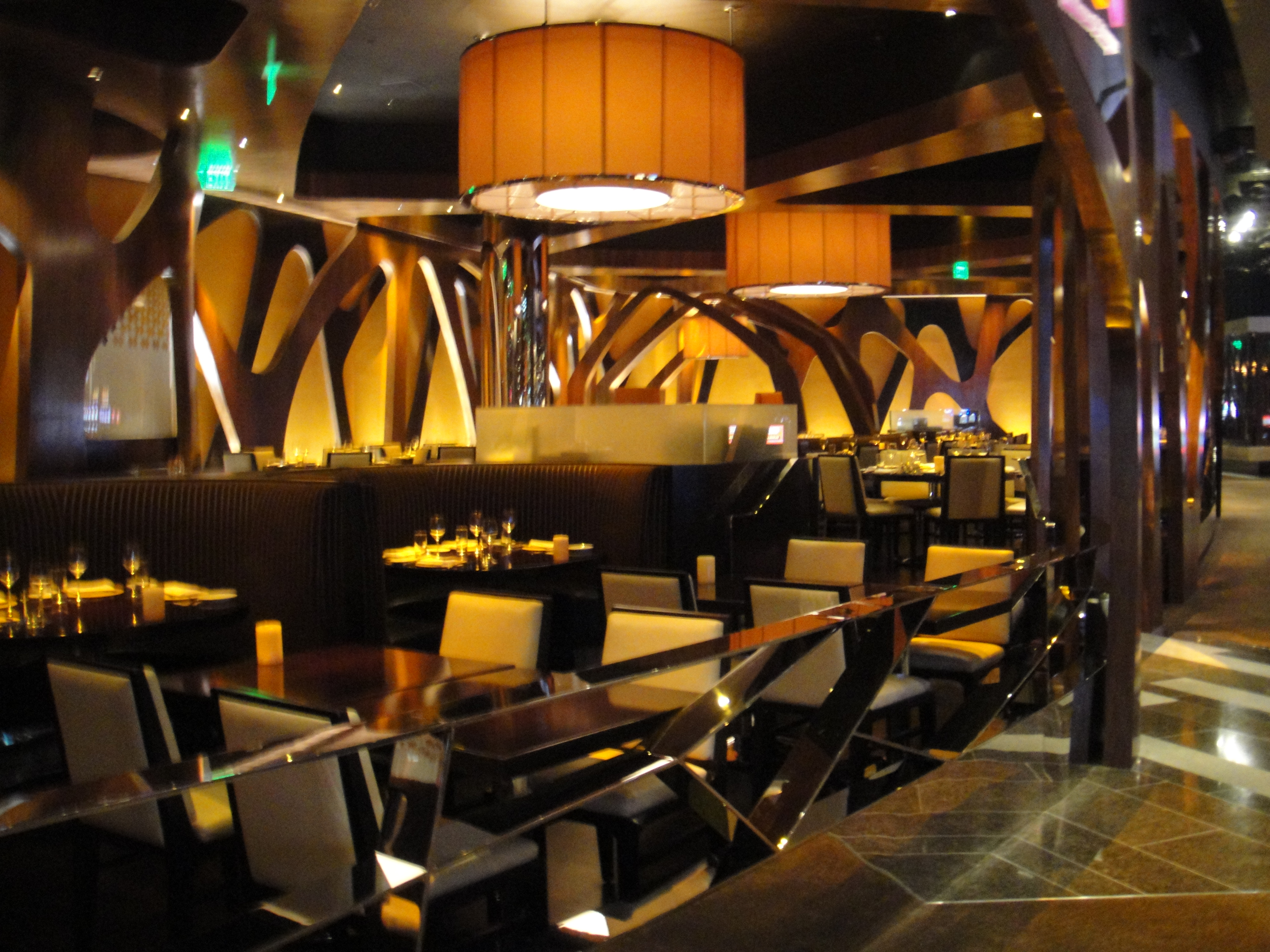
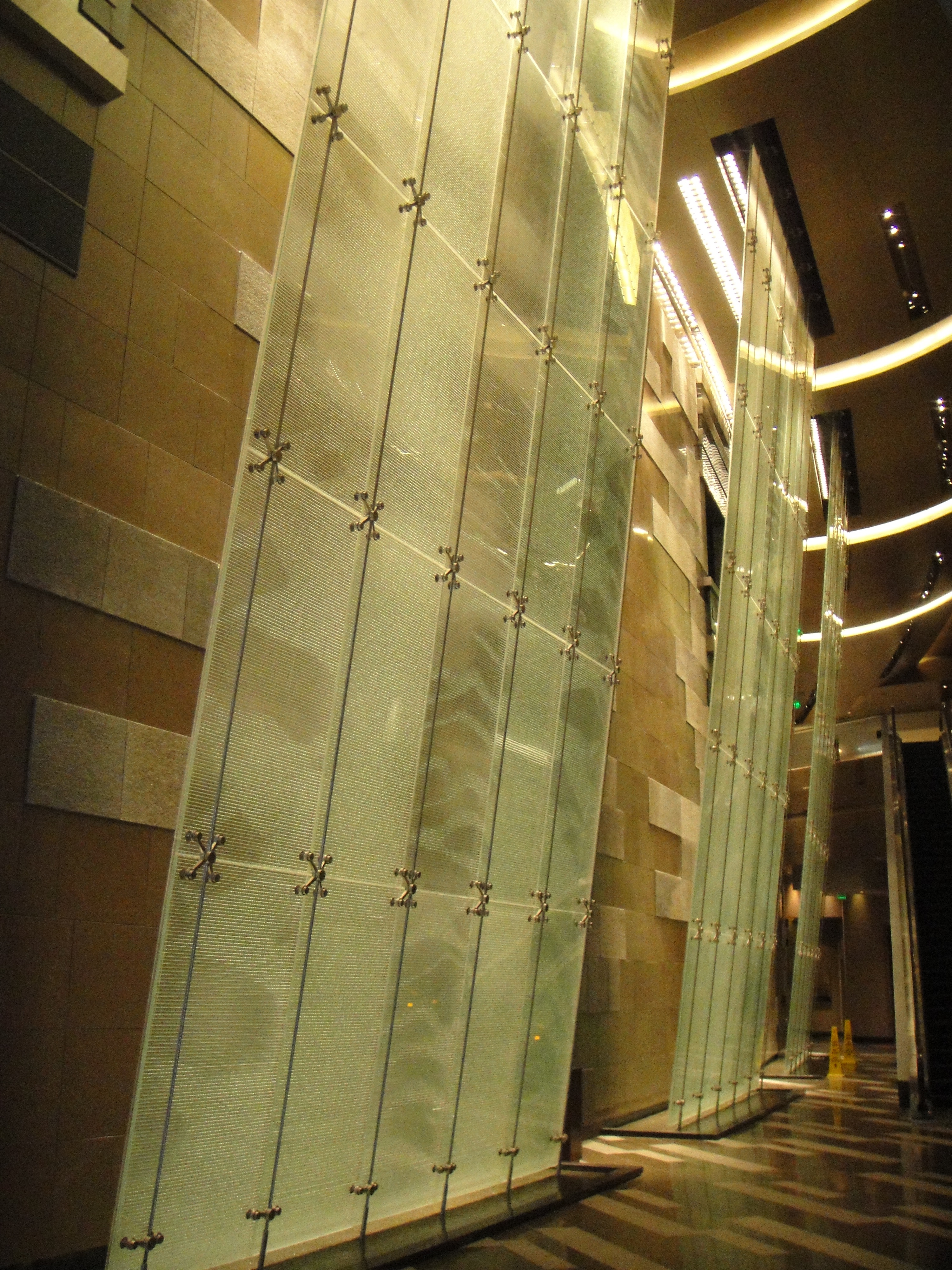
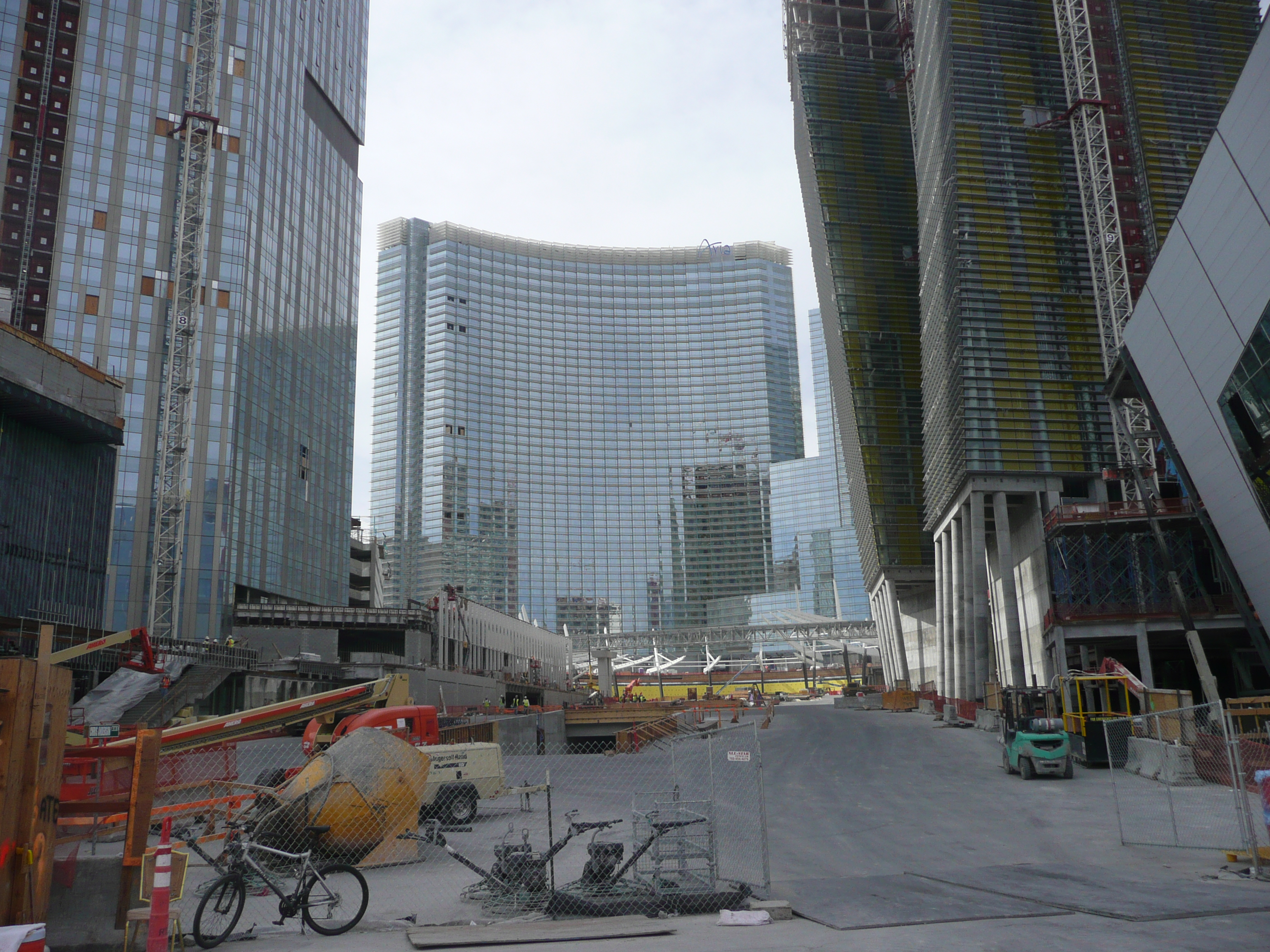
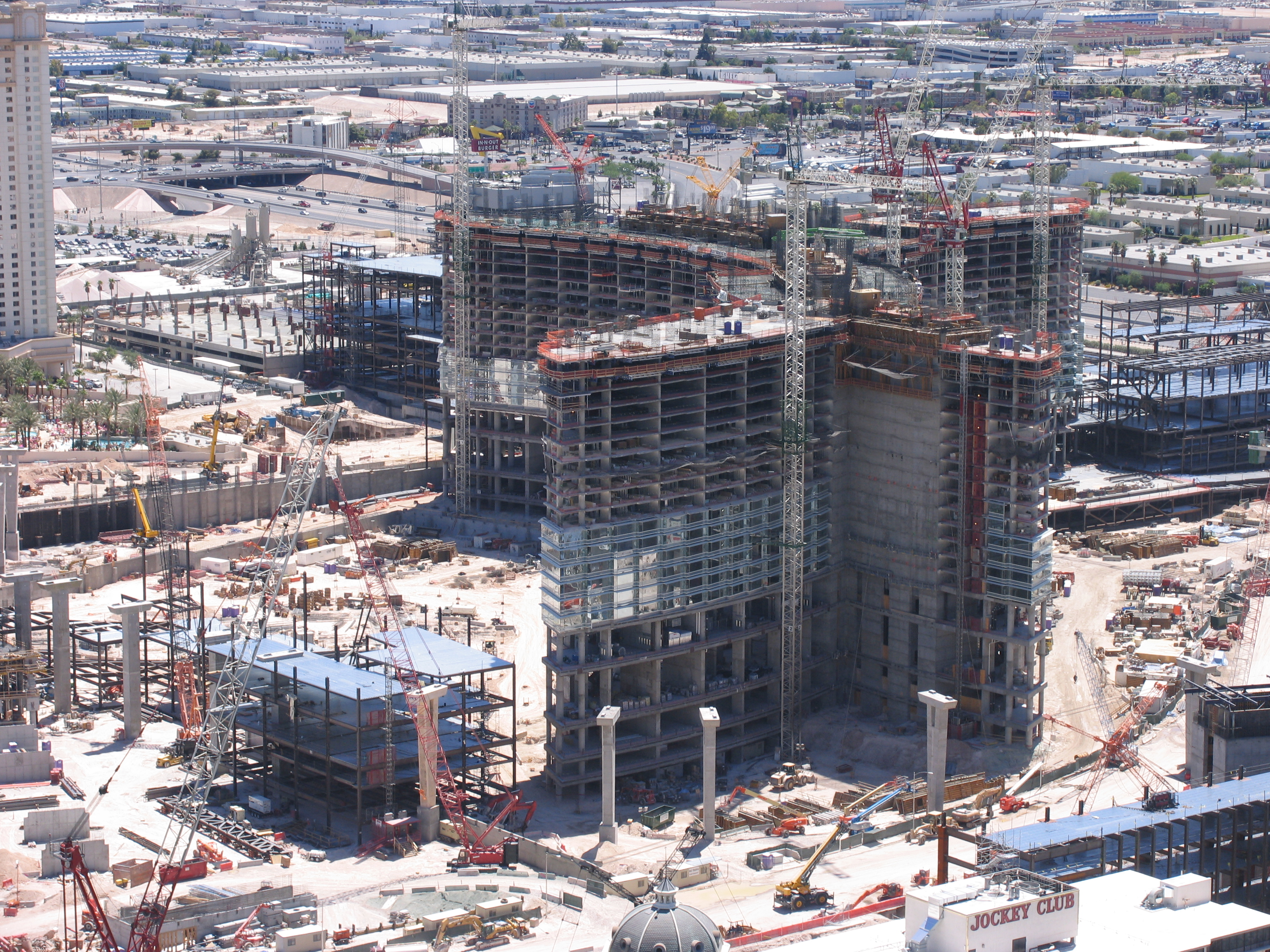